# Rebeca Linares

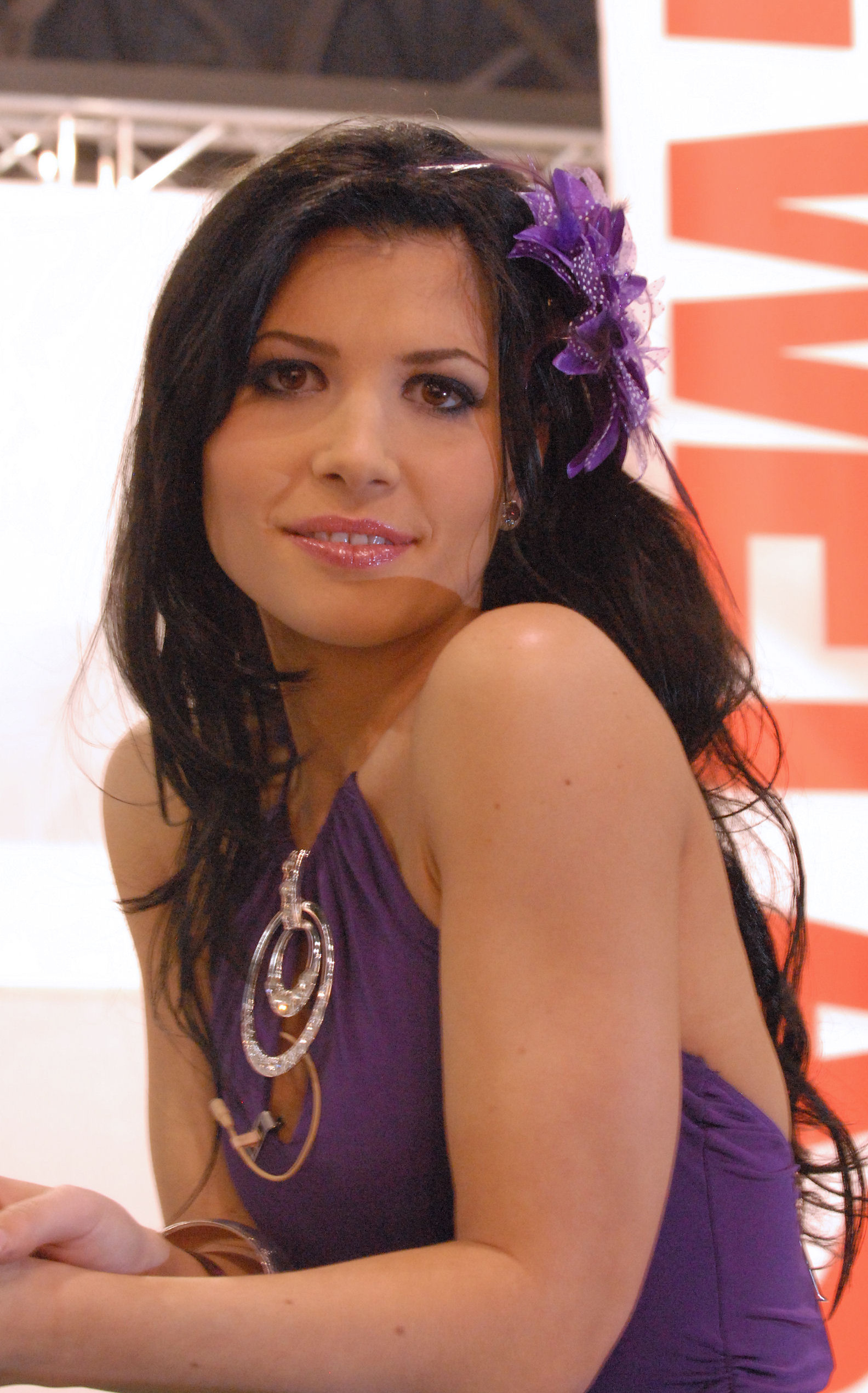
Rebeca Linares (2009)

Rebeca Linares (* 13. Juni 1983 als Verónica Linares in San Sebastián) ist eine spanische Pornodarstellerin.

## Karriere
Linares spielte zum ersten Mal 2005 in einem Pornofilm in Spanien, arbeitete dann auch in Berlin und Frankreich. Im März 2006 zog sie nach Los Angeles um. Sie war im Jahr 2005 als „Best Spanish Starlette“ nominiert und wurde 2007 mit dem FICEB Award als beste Darstellerin beim „Festival Internacional de Cine Erótico de Barcelona“ für ihre Darstellung in dem Film Iodine Girl von Belladonna ausgezeichnet. Mittlerweile hat sie sich die Brüste vergrößern lassen.
Sie war auch in dem preisgekrönten spanischen Pornofilm The Gift von Roberto Valtuena zu sehen. Sie gilt neben Salma de Nora als eine der wenigen erfolgreichen spanischen Darstellerinnen. Linares hat bereits in Produktionen von Evil Angel, Digital Playground, Private Media Group, Jules Jordan Video und ClubJenna mitgewirkt.

## Filmografie (Auswahl)
- 2006: The Gift
- 2006: The Whole Enchilada
- 2006: Ten Little Piggies 8
- 2007: Iodine Girl
- 2007: Girlvana 3
- 2007: POV Pervert 9

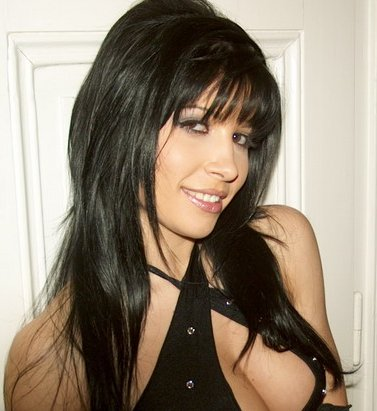
Rebeca Linares (2005)

- 2007–2008: Women Seeking Women 31, 40, 44, 47, 48
- 2007–2009: Suck It Dry 4, 7
- 2007: Performers of the Year
- 2008: Deep in Latin Cheeks 2
- 2008: Double Vision
- 2008: Jack’s POV 21
- 2008: Sporty Girls
- 2008: Performers of the Year 2009
- 2009: Swimsuit Calendar Girls 3: Latin Edition
- 2009: Tori Black Is Pretty Filthy
- 2009: 30 Rock: A XXX Parody
- 2010: Bad Girls 5
- 2010: Big Wet Tits 9
- 2010: Oil Overload 4
- 2010: POV Jugg Fuckers 3
- 2010: Kittens & Cougars 2
- 2011: Bang Bus 34
- 2011: Bra Busters 2
- 2011: Spandex Loads 2

## Auszeichnungen
- 2007: Ninfa Award als Best Spanish Actress
- 2010: AVN Award für Best Threeway Sex Scene (zusammen mit Tori Black & Mark Ashley) in Tori Black Is Pretty Filthy[1]
- + 15 Nominierungen